# Øverlandnosa
Øverlandnosa är en bergstopp i Antarktis. Den ligger i Östantarktis. Norge gör anspråk på området. Toppen på Øverlandnosa är 1 653 meter över havet.
Terrängen runt Øverlandnosa är varierad, och sluttar norrut. Trakten är glest befolkad. Närmaste befolkade plats är Svea, 12,5 kilometer väster om Øverlandnosa. 